# Haley Dunphy
Haley Gwendolyn Dunphy (Los Angeles, 10 december 1993) is een personage uit de sitcom Modern Family dat vertolkt wordt door Sarah Hyland.

## Biografie
Haley is de oudste dochter van Claire en Phil, die een stereotiepe tiener is. Aan het begin van de serie is Haley een tweedejaars op de middelbare school. Haley focust zich meer op haar sociale leven dan op haar studies. Ze is een beetje naïef, vooral wanneer ze discussieert met haar ouders. Desondanks heeft ze ook geregeld momenten waarop ze erg slim uit de hoek kan komen, vaak tot de grote verbazing van haar jongere (en slimmere) zus Alex.
Haley is gegeneerd door haar vader, vooral wanneer hij vrienden wil zijn met haar lief Dylan. Haley heeft haar maagdelijkheid verloren aan deze Dylan. Haley overwoog om in te wonen bij Dylan, maar uiteindelijk zou ze in plaats daarvan naar de universiteit gaan. Later zou ze toch terug thuis gaan wonen, nadat ze van de universiteit werd gegooid door een confrontatie met de politie. Ze begint een modeblog en gaat terug studeren, namelijk business en fotografie. Later kreeg ze een job bij de modedesigner Gavin Sinclair als zijn assistent. Daarna begon ze te werken bij het lifestylebedrijf Nerp.
Haley ontwikkelt gevoelens voor Andy, de nanny van Haleys opa Jay en zijn vrouw Gloria Delgado-Pritchett. Dit leidt uiteindelijk tot een relatie. Andy krijgt een jobaanbod voor in Utah. Eerst weigert hij dit, maar later weet Haley hem toch te overtuigen dit te doen. In de luchthaven geeft Haley toe dat Andy de eerste jongen was waar ze echt van gehouden heeft. Later zou ze met de weerman Rainer Shine daten. Ze zouden het uitmaken nadat Rainer een aanzoek deed dat Haley afwees. Haar volgende relatie was met professor Arvin Fennerman, de astrofysicaleerkracht van Alex. Een gescheiden Dylan gooit roet in het eten en belandt in bed met Haley. Ze zal zwanger worden van een tweeling.
Bedenkers: Steven Levitan · Christopher Lloyd 

Hoofdpersonages: Jay Pritchett (Ed O'Neill) · Gloria Delgado-Pritchett (Sofía Vergara) · Claire Dunphy (Julie Bowen) · Phil Dunphy (Ty Burrell) · Mitchell Pritchett (Jesse Tyler Ferguson) · Cameron Tucker (Eric Stonestreet) · Luke Dunphy (Nolan Gould) · Haley Dunphy (Sarah Hyland) · Manny Delgado (Rico Rodriguez II) · Alex Dunphy (Ariel Winter) · Lily Tucker-Pritchett (Aubrey Anderson-Emmons) · Joe Pritchett (Jeremy Maguire)

Voornaamste nevenpersonages: Dylan Marshall (Reid Ewing) · Andy Bailey (Adam DeVine) · Pameron Tucker (Dana Powell)  · Ben (Joe Mande) · Frank Dunphy (Fred Willard) · Pepper Saltzman (Nathan Lane) · Ronaldo (Christian Barillas) · Stella (Brigitte the Dog) · Larry (Frosty the Cat)